# Suzie Toase
Suzanne Toase (Londres, Inglaterra; 6 de junio de 1978), más conocida como Suzi Toase, es una actriz británica famosa por interpretar el papel de la mortífaga Alecto Carrow en las tres últimas entregas de la saga Harry Potter.

## Biografía
Está casada y tiene dos hijos.
Antes de debutar en el cine, actuó en los teatros. Ha interpretado papeles tanto en el cine como en el teatro, en obras tales como One Man, Two Guvnors, en el Teatro Adelphi, Londres. Estas famosas obras la han llevado incluso a Broadway.

## Filmografía y series de televisión
| Cine | Cine                                          | Cine                                               | Cine          |
| Año  | Título original                               | Título en español                                  | Personaje     |
| ---- | --------------------------------------------- | -------------------------------------------------- | ------------- |
| 2009 | Harry Potter and the Half-Blood Prince        | Harry Potter y el misterio del príncipe            | Alecto Carrow |
| 2010 | Harry Potter and the Deathly Hallows – Part 1 | Harry Potter y las Reliquias de la Muerte: parte 1 | Alecto Carrow |
| 2011 | Harry Potter and the Deathly Hallows – Part 2 | Harry Potter y las Reliquias de la Muerte: parte 2 | Alecto Carrow |

- Datos: Q455640